# Aleuropteryx furcocubitalis
Aleuropteryx furcocubitalis is een insect uit de familie dwerggaasvliegen (Coniopterygidae), die tot de orde netvleugeligen (Neuroptera) behoort. De soort komt voor in Mongolië.